# Dante Cleri
Dante Cleri (Roma, 28 marzo 1910 – Roma, 30 marzo 1982) è stato un attore e cantante italiano.

## Biografia
Inizia la carriera come attore di rivista e di avanspettacolo, frequentando i teatri italiani per tutti gli anni quaranta e anni cinquanta. Nel 1961 viene notato da Aldo Zanfrognini durante uno spettacolo al Teatro Alcione di Torino: poiché in quel periodo Aldo Maccione ha abbandonato i Brutos, Zanfrognini gli propone di entrare nel gruppo come sostituto. Cleri resta nel complesso vocale per soli sei mesi, effettuando anche una tournée negli Stati Uniti, dopodiché Maccione decide di rientrare e Zanfrognini decide di formare un altro complesso, Les Cyranos, coinvolgendo anche Cleri; gli altri componenti sono Aldo Trentini (sax e flauto), sua moglie Loriana Bassini (voce solista, che aveva vinto nel 1942 il concorso dell'Eiar per le voci nuove a pari merito con Nilla Pizzi), Gilberto Forti (pianoforte e arrangiamenti), Piero Querzola (voce e batteria) e Aristide Cesari (chitarre). Il gruppo incide vari dischi ed effettua alcune tournée, partecipando anche, nel 1963, al film Sexy ad alta tensione di Oscar De Fina, fino allo scioglimento nel 1967; in seguito Cleri intraprende la carriera di attore.
È stato un buon caratterista che ha recitato soprattutto in commedie all'italiana, perlopiù insieme a Franco Franchi e Ciccio Ingrassia; ha comunque preso parte anche a diversi western, polizieschi e commedie erotiche. Tra le sue interpretazioni più significative, quella del ragioniere Quintino Braglia ne Il presidente del Borgorosso Football Club, in cui fa da supporto ad Alberto Sordi; un altro ruolo divertente lo ha interpretato in L'esorciccio, in cui dà vita allo strambo barbiere Antonio Sgrò recitando alcune scene comiche con Lino Banfi. Più serio il personaggio del ragioniere di Frank Di Maggio (John Saxon) ne Il cinico, l'infame, il violento. Terminata la propria carriera nel mondo dello spettacolo nella seconda metà degli anni settanta, muore a Roma il 30 marzo 1982, a 72 anni appena compiuti. È sepolto al cimitero Flaminio.

## Filmografia

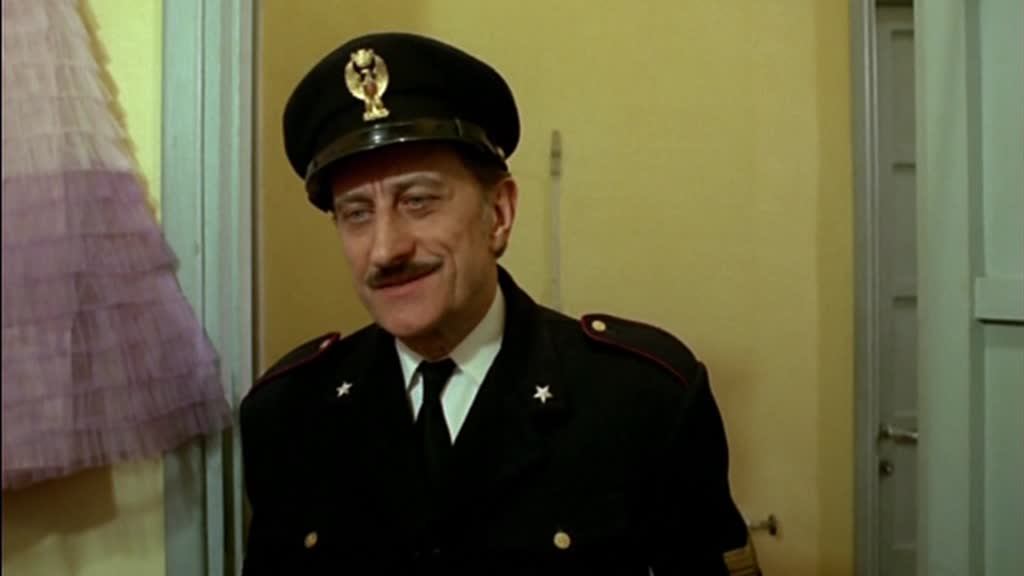
Dante Cleri in Riuscirà l'avvocato Franco Benenato a sconfiggere il suo acerrimo nemico il pretore Ciccio De Ingras? (1971)

### Cinema
- La carrozza d'oro, regia di Jean Renoir (1952)
- Sexy ad alta tensione, regia di Oscar De Fina (1963)
- I 2 pompieri, regia di Bruno Corbucci (1968)
- Zum Zum Zum - La canzone che mi passa per la testa, regia di Bruno Corbucci (1968)
- I quattro dell'Ave Maria, regia di Giuseppe Colizzi (1968)
- Lisa dagli occhi blu, regia di Bruno Corbucci (1969)
- Indovina chi viene a merenda?, regia di Marcello Ciorciolini (1969)
- Candidato per un assassinio, regia di José María Elorrieta (1969)
- Un esercito di 5 uomini, regia di Italo Zingarelli (1969)
- La collina degli stivali, regia di Giuseppe Colizzi (1969)
- Il presidente del Borgorosso Football Club, regia di Luigi Filippo D'Amico (1970)
- Splendori e miserie di Madame Royale, regia di Vittorio Caprioli (1970)
- Ciakmull - L'uomo della vendetta, regia di Enzo Barboni (1970)
- Amore Formula 2, regia di Mario Amendola (1970)
- Armiamoci e partite!, regia di Nando Cicero (1971)
- ...Scusi, ma lei le paga le tasse?, regia di Mino Guerrini (1971)
- Confessione di un commissario di polizia al procuratore della repubblica, regia di Damiano Damiani (1971)
- I due della F. 1 alla corsa più pazza, pazza del mondo, regia di Osvaldo Civirani (1971)
- Riuscirà l'avvocato Franco Benenato a sconfiggere il suo acerrimo nemico il pretore Ciccio De Ingras?, regia di Mino Guerrini (1971)
- 4 mosche di velluto grigio, regia di Dario Argento (1971)
- ...continuavano a chiamarlo Trinità, regia di Enzo Barboni (1971)
- Storia di fifa e di coltello - Er seguito der Più, regia di Mario Amendola (1972)
- Ettore lo fusto, regia di Enzo G. Castellari (1972)
- Bubù, regia di Mauro Bolognini (1972)
- Roma, regia di Federico Fellini (1972)
- L'udienza, regia di Marco Ferreri (1972)
- Si può fare... amigo, regia di Maurizio Lucidi (1972)
- Il vero e il falso, regia di Eriprando Visconti (1972)
- ...e poi lo chiamarono il Magnifico, regia di Enzo Barboni (1972)
- Quel gran pezzo dell'Ubalda tutta nuda e tutta calda, regia di Mariano Laurenti (1972)
- Tedeum, regia di Enzo G. Castellari (1972)
- Amore e ginnastica, regia di Luigi Filippo D'Amico (1973)
- Il sergente Rompiglioni, regia di Pier Giorgio Ferretti (1973)
- Fuori uno... sotto un altro, arriva il Passatore, regia di Giuliano Carnimeo (1973)
- Ku-Fu? Dalla Sicilia con furore, regia di Nando Cicero (1973)
- Bella, ricca, lieve difetto fisico, cerca anima gemella, regia di Nando Cicero (1973)
- Anche gli angeli mangiano fagioli, regia di Enzo Barboni (1973)
- Lo chiamavano Tresette... giocava sempre col morto, regia di Giuliano Carnimeo (1973)
- I racconti di Viterbury - Le più allegre storie del '300, regia di Mario Caiano (1973)
- Storia di karatè, pugni e fagioli, regia di Tonino Ricci (1973)
- Piedone lo sbirro, regia di Steno (1973)
- Ci risiamo, vero Provvidenza?, regia di Alberto De Martino (1973)
- Amarcord, regia di Federico Fellini (1973)
- Il mio nome è Shangai Joe, regia di Mario Caiano (1973)
- Paolo il freddo, regia di Ciccio Ingrassia (1974)
- La svergognata, regia di Giuliano Biagetti (1974)
- L'arbitro, regia di Luigi Filippo D'Amico (1974)
- Storia de fratelli e de cortelli, regia di Mario Amendola (1974)
- Pasqualino Cammarata... capitano di fregata, regia di Mario Amendola (1974)
- Di Tresette ce n'è uno, tutti gli altri son nessuno, regia di Giuliano Carnimeo (1974)
- Piedino il questurino, regia di Franco Lo Cascio (1974)
- Anche gli angeli tirano di destro, regia di Enzo Barboni (1974)
- Il trafficone, regia di Bruno Corbucci (1974)
- L'eredità dello zio buonanima, regia di Alfonso Brescia (1974)
- Amore mio spogliati... che poi ti spiego!, regia di Fabio Pittorru e Renzo Ragazzi (1975)
- L'esorciccio, regia di Ciccio Ingrassia (1975)
- Il giustiziere di mezzogiorno, regia di Mario Amendola (1975)
- Il sergente Rompiglioni diventa... caporale, regia di Mariano Laurenti (1975)
- Che botte ragazzi!, regia di Adalberto Albertini (1975)
- Prima ti suono e poi ti sparo, regia di Franz Antel (1975)
- Ah sì?... E io lo dico a Zzzorro!, regia di Franco Lo Cascio (1975)
- Due cuori, una cappella, regia di Maurizio Lucidi (1975)
- La dottoressa del distretto militare, regia di Nando Cicero (1976)
- Ragazzo di borgata, regia di Giulio Paradisi (1976)
- Le avventure e gli amori di Scaramouche, regia di Enzo G. Castellari (1976)
- Roma a mano armata, regia di Umberto Lenzi (1976)
- Pronto ad uccidere, regia di Franco Prosperi (1976)
- Due sul pianerottolo regia di Mario Amendola (1976)
- Kakkientruppen, regia di Marino Girolami (1977)
- Orazi e Curiazi 3 - 2, regia di Giorgio Mariuzzo (1977)
- Il cinico, l'infame, il violento, regia di Umberto Lenzi (1977)
- La vergine, il toro e il capricorno, regia di Luciano Martino (1977)
- Taxi Girl, regia di Michele Massimo Tarantini (1977)
- Per amore di Poppea, regia di Mariano Laurenti (1977)
- La malavita attacca... la polizia risponde!, regia di Mario Caiano (1977)
- La soldatessa alla visita militare, regia di Nando Cicero (1977)
- La sorprendente eredità del tontodimammà, regia di Roberto Bianchi Montero (1977)
- L'avvocato della mala, regia di Alberto Marras (1977)
- Quando c'era lui... caro lei!, regia di Giancarlo Santi (1978)
- L'insegnante va in collegio, regia di Mariano Laurenti (1978)
- Scusi lei è normale?, regia di Umberto Lenzi (1979)

### Televisione
- Se te lo raccontassi, regia di Bruno Corbucci – miniserie TV (1968)
- Stasera Fernandel, regia di Camillo Mastrocinque – miniserie TV (1969)
- Die Journalistin – serie TV, episodio 1x06 (1971)
- Il fauno di marmo, regia di Silverio Blasi – miniserie TV, 1 puntata (1977)

## Doppiatori
- Mario Mastria in Roma a mano armata, La soldatessa alla visita militare
- Ferruccio Amendola in Due cuori, una cappella
- Mario Bardella in Kakkientruppen
- Mario Milita in La vergine, il toro e il capricorno
- Paolo Pacetti in Il presidente del Borgorosso Football Club